# Kintueni
 (août 2025).
Le kintueni est un genre de musique traditionnelle congolaise. Les groupes Kintueni peuvent être trouvés principalement en République démocratique du Congo et en Angola, car le genre provient de membres de l'ethnie Yombe.

## Description du kintueni
Les groupes Kintueni sont généralement constitués de : 4 chanteurs, 2 guitares électriques et 1 basse, 1 batteur et un percussionniste.
La musique kintueni a tendance à avoir un tempo plus rapide que la musique congolaise moderne (rumba congolaise, ndombolo et soukous).

## Principaux artistes du kintueni

### Congo-Kinshasa
- Kitsusu Mabiala & Kintueni Yombe
- Raoul Mbumba Ntoto & Kintueni National
- Kintueni Vedette
- Muene Jack
- Kintueni Populaire
- Yule Star & Kintueni Mbuetete

### Congo-Brazzaville
- Kintueni Nouvelle de Pointe-Noire

### Angola
- Kintueni Tunga Nzola
- Kintueni Yindula
- Kintueni Mbembu Buala